# نظریه خروج از آفریقا

نقشه پراکندگی: انسان خردمند (قرمز) نئاندرتال‌ها (اخرایی) انسان راست‌قامت (زرد)

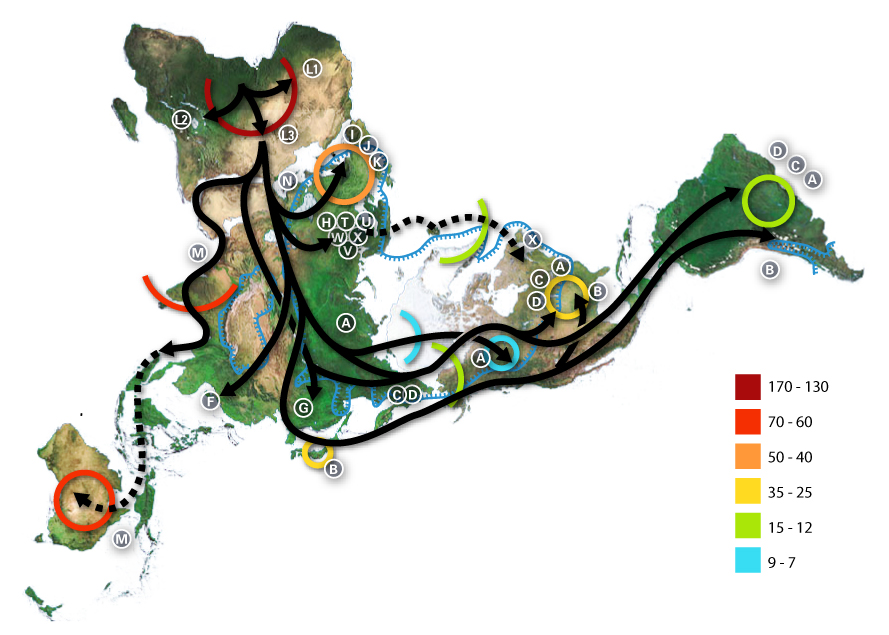
نقشهٔ مهاجرت انسان براساس ژنتیک جمعیت مبنی بر میتوکندری. عددها نشان‌دهندهٔ هزارهٔ پیش از زمان حال است.

در دیرین‌مردم‌شناسی، نظریه خروج از آفریقا یا «نظریه خاستگاه اخیر آفریقاییِ انسان امروزی» مقبول‌ترین مدلی است که برای توصیف خاستگاه و مهاجرت انسان‌های اولیه (انسان‌های دارای کالبد امروزی) در حال حاضر در دست است. این تئوری مدل «خروج (اخیر) از آفریقا» منابع عامه، و «فرضیهٔ منشأ واحد اخیر»، «فرضیهٔ جایگزینی»، و مدل «خاستگاه اخیر آفریقایی» در متون علمی نامیده می‌شود. این فرضیه که انسان‌ها منشأ واحد دارند (تک‌پیدایش) در سال ۱۸۷۱ توسط چارلز داروین در کتاب نیای انسان منتشر شده‌است. تا دههٔ ۱۹۸۰ میلادی این تئوری بیشتر جنبه حدسی داشت تا اینکه شواهد به‌دست‌آمده از دی‌ان‌ای میتوکندری مردمان امروزی، به همراه شواهد مربوط به مردم‌شناسی کالبدی گونه‌های کهن (به‌دست‌آمده از فسیلها) پشتوانهٔ محکم‌تری برای این فرضیه ایجاد کردند. با توجه به شواهد ژنتیکی و فسیلی، «انسان خردمند» ی کهن منحصراً در آفریقا بین ۲۰۰٬۰۰۰ و ۱۰۰٬۰۰۰ سال پیش به انسان امروزی کالبد تکامل یافته‌است. متعاقباً اعضای یکی از شاخه‌های این‌گونه آفریقا را قبل از ۶۰٬۰۰۰ سال پیش ترک کرده و جایگزین جمعیت‌های انسان‌نمای قدیمی‌تر مانند نئاندرتال‌ها و «انسان راست‌قامت» شدند.
جامعهٔ علمی دربارهٔ نظریهٔ منشأ واحد اخیر انسان امروزی از شرق آفریقا به اجماع نزدیک شده‌اند.
فرضیهٔ رقیب خاستگاه چندمنطقه‌ای انسان امروزی است. برخی از معتقدان به این نظریه اولین «خروج از آفریقا را (در این مورد توسط «انسان راست‌قامت» و نه «انسان خردمند») تا دومیلیون سال پیش می‌دانند.

## تاریخچهٔ نظریه
با گسترش انسان‌شناسی در اوایل قرن ۱۹، دانشمندان سرسختانه در مورد نظریه‌های مختلف فرگشت انسان بحث می‌کردند. عده‌ای مانند یوهان فریدریش بولمنباخ و جیمز پریچارد معتقد بودند که نژادهای بشر همگی از نسل یک گروه انسان واحد و از زمان خلقت تا به حال به صورت‌های مختلف (یا نژادهای مختلف) درآمده‌اند (تک‌پیدایش). مخالفان‌شان، مانند لوئیس آگاسیس و جوزایا نات به نظریهٔ چندپیدایش یا توسعهٔ جداگانهٔ نژادهای انسانی به عنوان گونه‌های جداگانه معتقد بودند.
چارلز داروین از اولین کسانی بود که تئوری منشأ مشترک تمام موجودات زنده را مطرح کرد، و همچنین در میان اولین کسانی بود که معتقد بودند همه انسان‌ها اجداد مشترکی داشتند که در آفریقا زندگی می‌کرده‌اند. در کتاب نیای انسان، او گمانه زد که انسان از نسل کَپی‌هایی است که هنوز مغز کوچک داشتند اما راست‌قامت (بر روی دوپا) راه می‌رفتند، و بدین‌وسیله دست خود را برای اموری که هوش بالاتری لازم داشتند آزاد کردند. علاوه بر این، او فکر می‌کرد که این قبیل میمون‌ها آفریقایی بودند.
این نظر با فراست از کار درآمد چون در آن زمان، در سال ۱۸۷۱، تقریباً هیچ فسیلی از انسان‌سایان باستانی در دسترس نبود. تقریباً پنجاه سال بعد، وقتی مردم‌شناسان شروع کردند به پیدا کردن تعداد زیادی فسیل باستانی از مغز انسان‌سایان کوچک-مغز در مناطق مختلف آفریقا، این حدس و گمان داروین پشتیبان علمی پیدا کرد (الگو:فرگشت انسان).
در اواسط قرن ۲۰ بحث به نفع نظریهٔ تک‌پیدایش در چرخش بود. طرفداران اندکی تا اواسط قرن بیستم به نظریه چندپیدایش هنوز معتقد بودند.
با گسترش استفاده از تکنیک‌های مبتنی بر ژنتیک در تشخیص تاریخچهٔ انسان در دههٔ ۱۹۹۰، دانشمندان توانستند تا تاریخ خروج از آفریقا را با حدی از اعتماد تخمین بزنند و به این ترتیب نظریهٔ منشأ مشترک پشتوانهٔ محکمی یافت.

## پراکندگی در مسیرهای شمالی
در ابتدای ۱۳۵۰۰۰ سال پیش، مناطق استوایی آفریقا دچار خشکی عظیمی شد که در نتیجه این خشکسالی انسانها از مناطق خشک به سمت دریاها سرازیر شدند و مجبور شدند از قاره‌ها عبور کنند.
انسان‌های امروزی از تنگه باب‌المندب در جنوب دریای سرخ عبور کرده و در به مسیر خود در راستای خط ساحلی سرسبز اطراف عربستان و بقیه یوراسیا ادامه دادند. قدیمی‌ترین فسیل‌های انسان‌های مدرن در غار قفزه در فلسطین یافت شد که قدمت آن به ۸۰۰۰۰ تا ۱۰۰۰۰۰ سال پیش بر می‌گردد. 

## پراکندگی در مسیرهای جنوبی

### مسیر ساحلی
در حدود ۵۰–۷۰٬۰۰۰ سال پیش، زیرمجموعه ای از حامل‌های هاپلوگروه میتوکندری L3 از شرق آفریقا به خاور نزدیک مهاجرت نمودند. تخمین زده می‌شود که از ۲۰۰۰ تا ۵۰۰۰ فرد از جمعیت آفریقا، فقط یک گروه کوچک که احتمالاً از ۱۵۰ تا ۱۰۰۰ نفر بودند، از دریای سرخ عبور کرده‌اند. این گروه که از دریای سرخ عبور کرده بودند در طول مسیر ساحلی در اطراف عربستان و فلات پارس به سمت هند حرکت کردند که به نظر می‌رسد اولین نقطه اصلی سکونتی آنها بوده‌است.

### آسیای غربی
سنگواره‌ای از انسان امروزی که قدمتی معادل ۵۴۷۰۰ سال دارد، در غار مانوت در فلسطین که مانوت ۱ نامیده شد کشف شد، در حالیکه قدمت آن توسط گروکات و همکاران در سال ۲۰۱۵ زیر سؤال برده شد.

### آسیای جنوبی و استرالیا
تصور می‌شود که حدود ۶۵۰۰۰–۵۰۰۰۰ سال پیش مردم در استرالیا ساکن شدند. همان‌طور که در سال مک چسنی در ۲۰۱۷ اولین شواهد انسان‌ها در استرالیا حداقل به ۶۵۰۰۰ سال پیش بر می‌گردد را بدین شکل اظهار نمود:
... شواهد ژنتیکی حاکی از آن است که یک باند کوچک با نشانگر M168، از آفریقا مهاجرت نموده، سپس به سواحل شبه جزیره عربستان و هند و سپس به اندونزی مهاجرت کرده و خیلی زود، بین ۶۰٬۰۰۰ تا ۵۰٬۰۰۰ سال پیش، به استرالیا رسیدند. این مهاجرت، اولین مهاجرت بشمار رفته و توسط راسموسن و همکاران نیز پشتیبانی می‌شود. (۲۰۱۱).
فسیل‌های دریاچه مونگو استرالیا، به حدود ۴۲۰۰۰ سال پیش بر می‌گردد. دیگر فسیل‌های مناطق موسوم به مجدبب حداقل به ۶۵۰۰۰ سال قبل بر می‌گردد. گرچه برخی از محققان در این تخمین اولیه مردد هستند و فسیل‌های مجدبب را نهایتاً متعلق به حدود ۵۰٬۰۰۰ سال پیش در نظر می‌گیرند.

### آسیای شرقی
انسان تیانویان از چین احتمالاً متعلق به بازه تاریخی بین ۳۸۰۰۰ تا ۴۲۰۰۰ سال پیش است، در حالی که انسان لیوجیانگ از همان منطقه احتمالاً متعلق به بازه تاریخی بین ۶۷۰۰۰ تا ۱۵۹٬۰۰۰ سال پیش بوده‌است. طبق آزمایشات DNA سال ۲۰۱۳، انسان تیانیان «با بسیاری از آسیایی‌های امروزی و بومیان آمریکایی» مرتبط است. تیانویان در مورفولوژی شبیه به انسانهای میناتوگاوا هستند، انسانهای مدرن آن زمان که بین ۱۷۰۰۰ تا ۱۹۰۰۰ سال پیش که در جزیره اوکیناوا ژاپن یافت می‌شدند.

### اروپا
به گفته ماکولای و همکاران (۲۰۰۵) اولین نقل مکان‌ها از پراکندگی جنوبی در هاپلوگروه‌های N در امتداد رود نیل از شرق آفریقا به سمت شمال حرکت کرده و از طریق سینای به آسیا منتقل شد. سپس این گروه به صورت شاخه ای درآمده، برخی به اروپا حرکت کرده و برخی دیگر به سمت شرق آسیا حرکت کردند. این فرضیه با ورود انسان‌های مدرن به اروپا و نیز شواهد باستان‌شناسی و DNA پشتیبانی می‌گردد. پسث و همکاران. (۲۰۱۶)، براساس آنالیز ۵۵ ژنوم میتوکندری انسانی (mtDNA) از جمع آورندگان شکارچیان، استدلال می‌کنند که «پراکندگی سریع همه افراد غیر آفریقایی به کمتر از ۵۵۰۰۰ سال پیش بازمی‌گردد».